# Wuerhosaurus ordosensis
Wuerhosaurus ordosensi es una especie del género extinto Wuerhosaurus ("reptil de Wuerho")de dinosaurio tireóforo estegosáurido, que vivió a principios del período Cretácico hace aproximadamente 130 millones de años durante el Hauteriviense, en lo que es hoy Asia. 
W. homheni tenía una pelvis en la cual el frente de los iliones se expanden considerablemente hacia afuera, lo que indica que tenía un vientre muy ancho. Las espinas neurales de la base de su cola eran excepcionalmente altas. Por otra parte, Paul estimó que W. ordosensis mediría unos 5 metros de largo y pesaría 1.2 toneladas. También tenía una pelvis ancha pero sus espinas neurales eran más cortas. El cuello parece haber sido relativamente largo.
Encontrado Formación Ejinhoro en la Cuenca Ordos en Mongolia Interior fue hallado en 1988. Cuando este espécimen,  V.6877,e descrito por Dong en 1933, fue nombrado Wuerhosaurus ordosensis, ya que es de una edad similar y su anatomía es muy parecida. El holotipo de la especie incluye un torso casi completo, consistente en tres vértebras cervicales, todas las once vértebras dorsales, unto con sus respectivas costillas, un sacro completo con un ilion derecho, y las cinco primeras vértebras caudales, todas articuladas. Una vértebra dorsal con una placa dérmica fueron también referidos a este taxón cuando fue nombrado.